# László Lachos
László Lachos (ur. 17 stycznia 1933 - zm. wrzesień 2004) – piłkarz węgierski grający na pozycji obrońcy.

## Kariera klubowa
Swoją karierę piłkarską Lachos rozpoczynał w klubie Salgótarjáni BTC. W 1951 roku zadebiutował w jego barwach w pierwszej lidze węgierskiej. W Salgótarjáni BTC występował do 1954 roku. W 1955 roku odszedł do Tatabányai Bányász, gdzie grał do 1963 roku, czyli do zakończenia swojej kariery.

## Kariera reprezentacyjna
W 1958 roku Lachos został powołany do reprezentacji Węgier na mistrzostwa świata w Szwecji. Na mundialu był rezerwowym i nie rozegrał żadnego spotkania. W kadrze narodowej ostatecznie nie zadebiutował.